# Wiesbadener Knabenchor
Der Wiesbadener Knabenchor ist ein 1960 in Wiesbaden gegründeter Knabenchor. Er umfasst in allen Chorgruppen rund 80 Knaben- und Männerstimmen. Chorleiter ist seit 2001 Roman B. Twardy. Der Chor tritt innerhalb Deutschlands und im europäischen Ausland auf.

## Geschichte
Der Wiesbadener Knabenchor wurde 1960 an der Wiesbadener Ringkirche von Pfarrer Hugo Herrfurth gegründet. Ihm folgte als Chorleiter von 1964 bis 1989 Konrad-Jürgen Kleinicke. Nachdem der Chor 1990 kommissarisch geführt wurde, ernannte die Landeskirche Klaus Ullrich ab Oktober zum Leiter. In den Jahren 1997/98 gab es abermals ein Interregnum mit Hans de Gilde, das mit der Berufung von Nicol Matt endete. Die Trägerschaft war inzwischen von der Landeskirche auf einen Verein übergegangen, sodass sich der Chor ab dato aus Mitgliedsbeiträgen der Chorsänger, Zuschüssen der evangelischen Kirche in Wiesbaden, der Stadt Wiesbaden sowie Spenden finanziert. 1999 wurde ein Vorchor unter der Leitung von Christiane Glotzbach eingerichtet. 2000 beendete Nicol Matt seinen Dienst. Sein Nachfolger wurde 2001 Roman B. Twardy. Im Schuljahr 2014/15 gab es ein Interregnum mit Danilo Tepša als Leiter. Seit Juli 2015 führt Roman Twardy den Chor.

## Musikalisches Profil
Durch Chor- und Orchesterkonzerte – u. a. mit bekannten Künstlern und Orchestern wie Montserrat Caballé oder dem Brandenburgischen Philharmonie Potsdam – die Teilnahme an Festivals sowie durch Konzertreisen hat sich der Chor in der Rhein-Main-Region, in Deutschland und auch international einen Namen gemacht.
Seit 1998 ist der Chor Mitglied im Verband Deutscher KonzertChöre (VDKC) und wurde 2002 in Anerkennung seiner Verdienste um den internationalen Choraustausch Mitglied in der Europäischen Föderation der Chöre der Union mit Sitz in Brüssel.
Konzertreisen führten den Chor in zahlreiche Länder Europas und – auf Einladung des Goethe-Instituts – 1997 nach Malaysia und Australien. Im Jahr 2003 gastierte der Chor mit der Johannespassion von Johann Sebastian Bach in der Schweiz und in Frankreich, wo unter anderem ein Konzert im Rahmen des renommierten Barockfestivals „Printemps Baroque“ in der Provence stattfand. Im Jahr 2004 konzertierte der Chor in Bulgarien mit Konzerten in Sofia, Plowdiw, Blagoewgrad, Dupniza und Sandanski. Die Konzertreise 2005 führte den Chor nach Norddeutschland und Dänemark.
Im Jahr 2013 gewann der Wiesbadener Knabenchor den „Kulturpreis der Landeshauptstadt Wiesbaden“.
Der Chor absolvierte mehrere Rundfunk- und Fernsehaufnahmen und veröffentlichte CD-Produktionen bei. Besondere Aufmerksamkeit gewann in Fachkreisen eine Einspielung mit Werken Johann Rosenmüllers.

## Repertoire
Das Repertoire des Chores reicht vom unbegleiteten Volksliedsatz bis zu den Oratorien von Johann Sebastian Bach. Einen Schwerpunkt bildet dabei die Musik des Barock, ein besonderes Gewicht nimmt aber auch die zeitgenössische Chormusik ein.

## Choraustausch
Zu Knaben- und Jugendchören aus dem In- und Ausland werden durch Choraustausch, Konzertprojekte sowie Gastkonzerte enge Kontakte gepflegt. So wurde Weihnachten 2003 das Weihnachtsoratorium von Bach gemeinsam mit dem litauischen Knabenchor Varpelis in Wiesbaden und Umgebung aufgeführt. Im Jahr 2004 wurde im Rahmen der Konzertreise nach Bulgarien die Chorfreundschaft zum Knabenchor „Kanon“ aus Dupniza fortgeführt.
| Jahr | Reiseziel       |
| ---- | --------------- |
| 2001 | Italien         |
| 2002 | Polen           |
| 2003 | Frankreich      |
| 2004 | Bulgarien       |
| 2005 | Dänemark        |
| 2006 | -               |
| 2007 | Litauen         |
| 2008 | Niederlande     |
| 2009 | Berlin          |
| 2010 | -               |
| 2011 | Polen, Slowakei |

## Diskografie
- 1991: Da haben die Dornen Rosen getragen, Dirigent: Klaus Ullrich, Gerth Medien
- 1994: Die Freude ist nah, Dirigent: Klaus Ullrich, Gerth Medien
- 2009: So singen wir!, Dirigent: Roman B. Twardy, Gerth Medien

### Konzeptalben: Gesamteinspielungen
- 1980: Krönungsmesse von Vincenzo Righini, Dirigent: Konrad-Jürgen Kleinicke
- 1993: Te Deum laudamus / Requiem von Vincenzo Righini, Dirigent: Konrad-Jürgen Kleinicke
- 1989: Die Geburt Christi von Heinrich von Herzogenberg, Dirigent: Konrad-Jürgen Kleinicke
- 1997: Vesperpsalmen / Magnificat von Johann Rosenmüller, unter Mitwirkung von La Soranza; Trinity Baroque, Dirigent: Konrad-Jürgen Kleinicke

### Live-Alben: Konzertmitschnitte
- 1999: Weihnachtsoratorium, Kantaten I, II, III, V von Johann Sebastian Bach, Dirigent: Klaus Ullrich
- 2007: Das Lied des Lammes (Passionsoratorium) von Johann Mattheson, Dirigent: Roman B. Twardy[6]